# Ангрська діоцезія

Лісабонський патріархат
Бразька архідіоцезія
Еворська архідіоцезія

А́нгрська діоце́зія (лат. Dioecesis Angrensis; порт. Diocese de Angra) — діоцезія (єпископство) Римо-Католицької Церкви у Португалії, з центром у місті Ангра-ду-Ероїшму. Очолюється єпископом Ангрським. Охоплює територію Азорських островів. Площа — 2243 км².  Суфраганна діоцезія Лісабонського патріархату. Станом на 2015 рік поділялася на 165 парафій. Головний храм — Ангрський собор Найсвятішого Спасителя. Створена 5 листопада 1534 року, за понтифікату римського папи Павла III і правління португальського короля Жуана III. Виокремлена зі складу Фуншалської архідіоцезії. До 1550 року була її суфраганною діоцезією; згодом перепідпорядкована Лісабону. Єпископ з 2016 року — Жуан Лаврадор. Інша назва — А́нгрське єпископство (порт. Bispado de Angra).